# Sphex taschenbergi
Sphex taschenbergi là một loài côn trùng cánh màng trong họ Sphecidae, thuộc chi Sphex. Loài này được Magretti miêu tả khoa học đầu tiên năm 1884.